# Río Ewan
El río Ewan es un curso de agua ubicado en la provincia de Tierra del Fuego, Argentina.
Nace sobre las sierras que dominan el límite norte de la cuenca del Lago Fagnano, en el pequeño lago Hantuk. Recorre alrededor de 100 km, dividido en dos brazos, que por largo trecho acompañan a la ruta nacional 3 antes de unirse y dirigirse hacia la costa, desembocando en el Mar Argentino. Atraviesa una región de colinas arbustivas, pobladas de lengas y ñires, alternando con amplias praderas cespitosas. Es un destino valioso para la pesca de trucha marrón. En la segunda década del siglo XXI, el río ha sido foco de atención por la repetición y abundancia de pesca ilegal.
La región que atraviesa el río Ewan ha sido considerada una de las más productivas con respecto a la ganadería, por la calidad del pasto y porque el suelo arenoso no genera la formación de mallines.
Dos de sus afluentes son el río Ewan Sur y el río Chapel (o Capel).
Desemboca en el mar Argentino, y su boca marca el límite sur de la reserva Costa Atlántica, un área protegida dedicada a la preservación de aves marinas.